# Karla Roffeis
Karla Roffeis (n. 4 iulie 1958, Crivitz, Republica Democrată Germană, Germania) este o sportivă ce a reprezentat Germania, medaliată olimpică. A participat la 2 ediții ale Jocurilor Olimpice (1976, 1980) în care a câștigat o medalie de argint.